# Gemmotheres chamae
Gemmotheres chamae är en kräftdjursart som först beskrevs av M. H. Roberts 1975.  Gemmotheres chamae ingår i släktet Gemmotheres och familjen Pinnotheridae. Inga underarter finns listade i Catalogue of Life.